# Loni Anderson
Loni Anderson   (Saint Paul, 5 d'agost de 1945 - Los Angeles, 3 d'agost de 2025) fou una actriu nord-americana de cinema i televisió.
Era coneguda per haver interpretat "Jennifer Marlowe" en la sèrie de televisió Ràdio Cincinnati; i era l'exdona de Burt Reynolds, de qui va ser parella entre 1988 i 1993.

## Infància
Anderson era filla de Carl K. Anderson i Maxine H. Kallin, i va néixer en Saint Paul (Minnesota) en 1945. Segons el que ella explica en la seva autobiografia, My Life in High Heels (en català, La meva vida en talons alts), el seu pare originalment li volia posar el nom de "Leiloni", però finalment es va decidir per posar-li simplement "Loni".

## Carrera d'actriu
La seva interpretació més famosa va ser la de la recepcionista Jennifer Marlowe en la telecomèdia WKRP in Cincinnati. La seva fotografia en biquini es va convertir en un dels pòsters més venuts de la dècada del '70.
Poc després de la seva separació amb Reynolds, va començar a aparèixer regularment en l'última temporada de la sitcom de la NBC Nurses (1993 - 1994). També va treballar en diverses pel·lícules. Va compartir elenc amb als actors famosos com Arnold Schwarzenegger o Lynda Carter. Amb aquesta última ho va fer en la sèrie televisiva Partners in Crime (1984).
El 1998 va ser l'antagonista en la pel·lícula infantil 3 ninjas en la Megamontaña.
Loni Anderson va fer una sèrie de cameos en xous televisius a finalitats dels anys '90 i principis dels 2000.

## Vida personal
Anderson va tenir dos fills: una filla, Deidra Hoffman (del seu primer matrimoni), que viu a Califòrnia; i un fill, Quinton Anderson Reynolds (nascut el 31 d'agost de 1988), que va adoptar juntament amb Burt Reynolds quan encara eren parella.
El 17 de maig de 2008, Anderson es va casar amb Bob Flick, un dels membres fundadors de la banda de música folk The Brothers Four. A la cerimònia hi van assistir amics i familiars, inclòs el seu fill Quinton Reynolds.

## Filmografia parcial
- Vigilant Force (1976)
- Stroker Ace (1983)
- The Lonely Guy (1984)
- All Dogs Go to Heaven (1989) (veu)
- Coins in the Fountain (1990)
- 3 ninjas en la Megamontaña (1998)
- A Night at the Roxbury (1998)

## Algunes participacions en TV
- WKRP in Cincinnati (1978-1982)
- Partners in Crime (1984)
- A Letter to Three Wives (1985)
- Easy Street (1986)
- Blondie and Dagwood (1987, veu)
- Too Good to Be True (1988)
- Sorry, Wrong Number (1989)
- Nurses (paper secundari entre 1993 i 1994)
- Without Warning (1994)
- The Mullets (2003-2004)
- Sota NoTORIous (2006)